# Koszovó függetlenségét elismerő országok

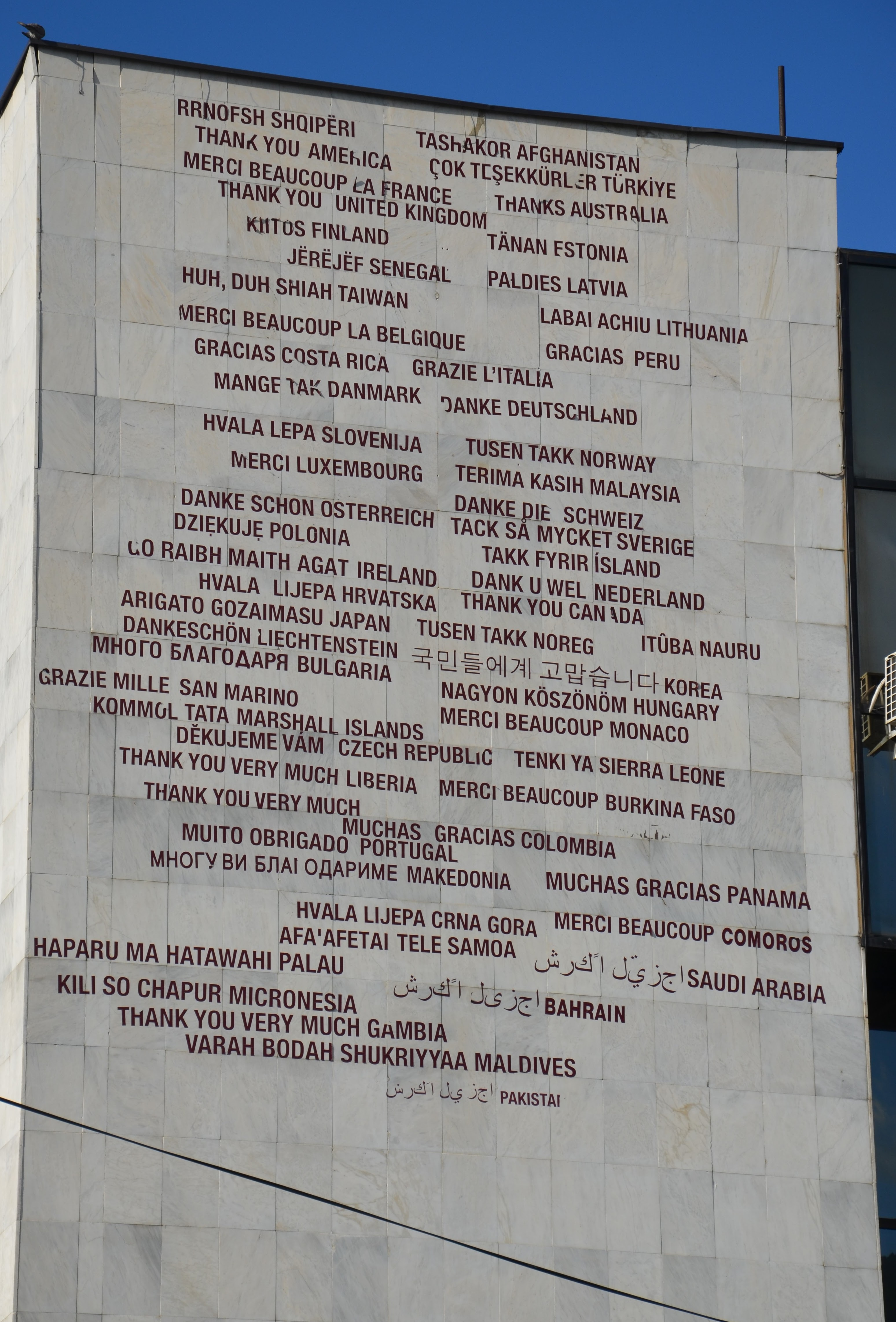
Köszönetnyilvánítások a Koszovó függetlenségét elismerő országoknak a prizreni városháza homlokzatán

Ez a lista azoknak az államoknak és szervezeteknek a felsorolása, amelyek elismerték Koszovó függetlenségét, illetve amelyek elutasítják az új ország elismerését. A felsorolásban csak azok az államok szerepelnek, melyek hivatalos közlemény útján tudatták, hogy elismerik a függetlenség tényét.
2019. július 28-ig 105 állam ismerte el Koszovót független államnak (és 90 lépett diplomáciai kapcsolatba vele). Ebből 103 ország ENSZ-tagállam is egyben (a nem ENSZ-tagállam országok közül Tajvan, a Cook-szigetek és Niue ismerte el a függetlenséget), ami a szervezet 193 tagjának 53%-a. Szerbia és Oroszország törvénytelennek nevezte a függetlenség kikiáltását. Több olyan állam – például az Oroszországi Föderáció, a Kínai Népköztársaság, Románia, Szlovákia vagy Görögország –, melyek nem ismerik el hivatalosan a függetlenséget, bizonyos fokú diplomáciai kapcsolatban állnak Koszovóval. Hasonlóképp, mint a részlegesen elismert Kínai Köztársaság, nem nagykövetségeket, hanem csak érdekképviseleti irodákat működtetnek Koszovóban, melyek azonban de facto nagykövetségként működnek. Mindmáig kettő állam vonta vissza az elismerést – mely jogilag egyébként nem lehetséges – szemben több nemzetközileg el nem ismert állam, mint például a Kínai Köztársaság vagy Nyugat-Szahara esetében. A koszovói kormányzat nem igyekszik semmilyen formájú diplomáciai kapcsolatot kialakítani ezekkel az államokkal – a tajvani elismerést sem viszonozták – mivel ezzel állást foglalva maga ellen fordíthatna bizonyos államokat, és az ország vezetésének legfőbb céljai között van a széles körű nemzetközi elismertség és az ENSZ-tagság.
Az Európai Unió 27 tagállamából 22 ismeri el a függetlenséget (81%), a NATO 29 tagállamából 25 (86%), míg az Iszlám Konferencia Szervezetének 57 tagállamából 34 (60%). Az Európai Unió (EU) 2008. február 18-án tudomásul vette, de nem ismerte el Koszovó függetlenségének kikiáltását. Egyidejűleg a tagországokra bízta, miként járnak el az ügyben. Az EU többsége az új állam elismerését támogatja, öt tagország (Spanyolország, Ciprus, Görögország, Románia és Szlovákia) azonban nem ismeri el a függetlenséget, mert saját országuk nemzetiségi politikájában nem akarnak kisebbségeik számára hivatkozásként szolgáló precedenst teremteni.
Az ENSZ Közgyűlése a Nemzetközi bírósághoz fordult az ügyben. Amikor Koszovó 2009 júniusában csatlakozni kívánt a Nemzetközi Valutaalaphoz, akkor a titkos szavazás során 108 támogató szavazatot kapott.

## Államok reakciói

Koszovó
Államok, amelyek formálisan is elismerték Koszovó függetlenségét.
Államok, melyek Koszovó függetlenségének elismerésére készülnek.
Államok, amelyek még nem döntöttek, vagy ellentmondásos, homályos az álláspontjuk.
Államok, melyek nem értenek egyet az unilaterális lépéssel, vagy további tárgyalásokat szorgalmaznak.
Államok, melyek nem ismerik el Koszovó függetlenségét.
Államok, melyek pozíciójáról nincs információ.

Koszovó
Államok, amelyek formálisan is elismerték Koszovó függetlenségét.
Államok, amelyek nem ismerték el Koszovó függetlenségét.
Államok, melyek visszavonták az elismerést.

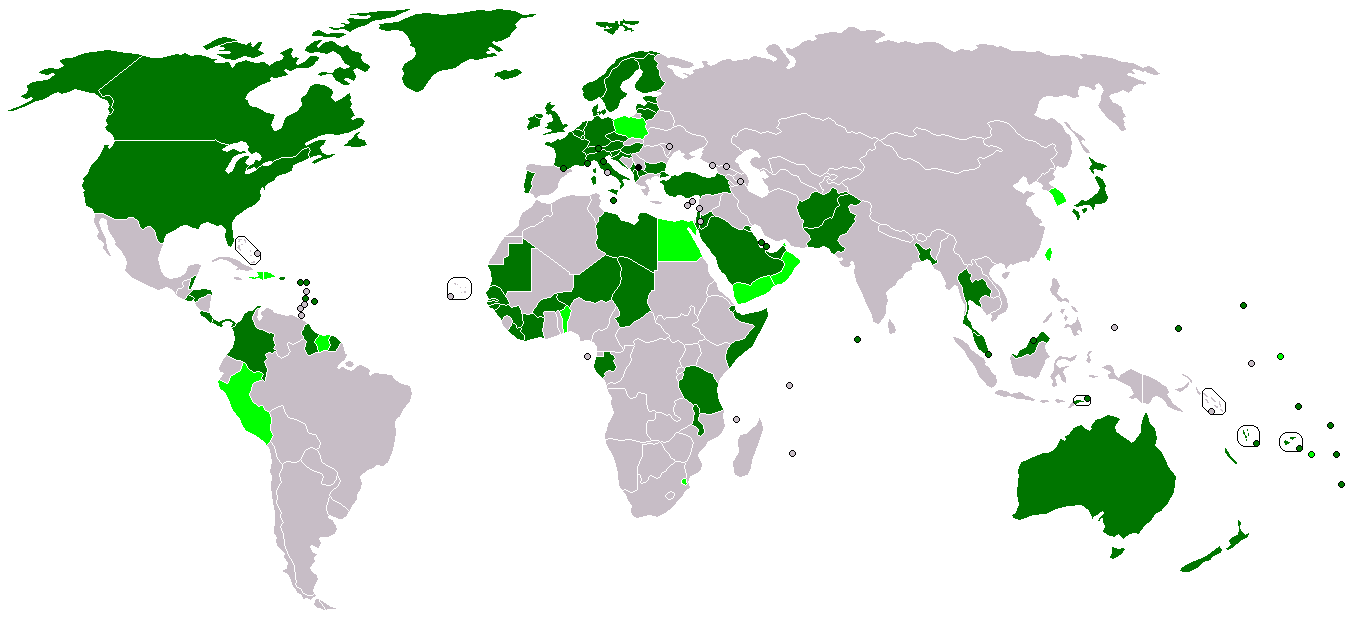
Koszovó diplomáciai kapcsolatai
Elismerés és diplomáciai kapcsolat
Csak elismerés
Államok, amelyek nem ismerték el Koszovó függetlenségét.

## A függetlenséget elismerő államok (105)

### ENSZ-tagállam országok (102)
|      | Állam                     | Koszovó elismerésének dátuma | A diplomácia kapcsolatok felvételének dátuma | A diplomáciai kapcsolat állapota Koszovóban                                     | A diplomáciai kapcsolat állapota az adott országban             | Megjegyzések |
| ---- | ------------------------- | ---------------------------- | -------------------------------------------- | ------------------------------------------------------------------------------- | --------------------------------------------------------------- | --- |
| 1.   | Afganisztán               | 2008. 02.18.                 | 2013. 06.17.                                 | Akkreditált nagykövetség (Szófia)                                               |                                                                 | Az első elismerő állam. Az OIC tagja. |
| 2.   | Costa Rica                | 2008. 02.18.                 | 2013. 09.23.                                 |                                                                                 | Akkreditált nagykövetség (Panamaváros)                          | Helyi idő szerint (UTC-6) az első elismerő állam február 17-én. A függetlenség kikiáltásakor az ENSZ Biztonsági Tanácsának tagja. |
| 3.   | Albánia                   | 2008. 02.18.                 | 2008. 02.18.                                 | Nagykövetség                                                                    | Nagykövetség                                                    | Az OIC tagja. A NATO tagja. |
| 4.   | Franciaország             | 2008. 02.18.                 | 2008. 02.18.                                 | Nagykövetség                                                                    | Nagykövetség                                                    | Az ENSZ Biztonsági Tanácsának állandó tagja. Az Európai Unió tagja. A NATO tagja. A Csendes-óceáni Közösség tagja. |
| 5.   | Szenegál                  | 2008. 02.18.                 | 2014. 02.15.                                 |                                                                                 | Nagykövetség                                                    | Az Afrikai Unió tagja. Az OIC tagja. |
| 6.   | Törökország               | 2008. 02.18.                 | 2008. 02.18.                                 | Nagykövetség                                                                    | Nagykövetség                                                    | Az OIC tagja. A NATO tagja. Az Európai Unió tagjelöltje. |
| 7.   | Egyesült Királyság        | 2008. 02.18.                 | 2008. 02.18.                                 | Nagykövetség (2008. március 5-e óta)                                            | Nagykövetség (2008. október 1-je óta)                           | Az ENSZ Biztonsági Tanácsának állandó tagja. Az Európai Unió tagja. A Nemzetközösség tagja. A NATO tagja. A Csendes-óceáni Közösség tagja. |
| 8.   | Amerikai Egyesült Államok | 2008. 02.18.                 | 2008. 02.18.                                 | Nagykövetség                                                                    | Nagykövetség                                                    | Az ENSZ Biztonsági Tanácsának állandó tagja. A NATO tagja. A Csendes-óceáni Közösség tagja. |
| 9.   | Ausztrália                | 2008. 02.19.                 | 2008. 05.21.                                 | Akkreditál nagykövetség (Bécs)                                                  | Nagykövetség (2013. február 15-e óta)                           | A Nemzetközösség tagja. A Csendes-óceáni Fórum tagja. A Csendes-óceáni Közösség tagja. |
| 10.  | Németország               | 2008. 02.20.                 | 2008. 02.27.                                 | Nagykövetség                                                                    | Nagykövetség (2008. február 27-e óta)]                          | Az Európai Unió tagja. A NATO tagja. |
| 11.  | Lettország                | 2008. 02.20.                 | 2008. 06.11.                                 | Akkreditált nagykövetség (Prága)                                                | Akkreditált nagykövetség (Stockholm)                            | Az Európai Unió tagja. A NATO tagja. |
| 12.  | Észtország                | 2008. 02.21.                 | 2008. 04.24.                                 | Akkreditált nagykövetség (Bécs)                                                 | Akkreditált nagykövetség (Brüsszel)                             | Az Európai Unió tagja. A NATO tagja. |
| 13.  | Olaszország               | 2008. 02.21.                 | 2008. 05.15.                                 | Nagykövetség                                                                    | Nagykövetség                                                    | A függetlenség kikiáltásakor az ENSZ Biztonsági Tanácsának tagja. Az Európai Unió tagja. A NATO tagja. |
| 14.  | Dánia                     | 2008. 02.21.                 | 2008. 03.06.                                 | Érdekképviseleti iroda Akkreditált nagykövetség (Berlin, 2013. február 9-e óta) | Akkreditált nagykövetség (Berlin, 2008. március 6-a óta)        | Az Európai Unió tagja. A NATO tagja. |
| 15.  | Luxemburg                 | 2008. 02.21.                 | 2011. 06.16.                                 | Nagykövetség                                                                    | Akkreditált nagykövetség (Brüsszel, 2011. június 16-a óta)      | Az Európai Unió tagja. A NATO tagja. |
| 16.  | Peru                      | 2008. 02.22.                 |                                              |                                                                                 |                                                                 | |
| 17.  | Belgium                   | 2008. 02.25.                 | 2008. 04.10.                                 | Érdekképviseleti iroda                                                          | Nagykövetség                                                    | A függetlenség kikiáltásakor az ENSZ Biztonsági Tanácsának tagja. Az Európai Unió tagja. A NATO tagja. |
| 18.  | Lengyelország             | 2008. 02.26.                 |                                              | Akkreditált nagykövetség (Szkopje)                                              | Nagykövetség nyitását tervezik                                  | Az Európai Unió tagja. A NATO tagja. |
| 19.  | Svájc                     | 2008. 02.27.                 | 2008. 03.28.                                 | Nagykövetség                                                                    | Nagykövetség (2008. március 28-a óta)                           | |
| 20.  | Ausztria                  | 2008. 02.27.                 | 2008. 03.20.                                 | Nagykövetség                                                                    | Nagykövetség (2008. március 20-a óta)                           | Az Európai Unió tagja. |
| 21.  | Írország                  | 2008. 02.29.                 | 2008. 11.11.                                 | Akkreditált nagykövetség (Budapest, 2011. május 20-a óta)                       | Akkreditált nagykövetség (London)                               | Az Európai Unió tagja. |
| 22.  | Svédország                | 2008. 03.04.                 | 2008. 03.28.                                 | Nagykövetség (2009. december 15-e óta)                                          | Nagykövetség                                                    | Az Európai Unió tagja. |
| 23.  | Hollandia                 | 2008. 03.04.                 | 2008. 06.27.                                 | Nagykövetség                                                                    | Nagykövetség (2008. június 27-e óta)                            | Az Európai Unió tagja. A NATO tagja. |
| 24.  | Izland                    | 2008. 03.05.                 | 2012. 05.15.                                 |                                                                                 | Akkreditált nagykövetség (Stockholm)                            | Az Európai Unió tagjelöltje. A NATO tagja. |
| 25.  | Szlovénia                 | 2008. 03.05.                 | 2008. 05.15.                                 | Nagykövetség                                                                    | Nagykövetség (2008. május 15-e óta)                             | Az Európai Unió tagja. A NATO tagja. Az első exjugoszláv ország, mely Koszovót elismerte. |
| 26.  | Finnország                | 2008. 03.07.                 | 2009. 02.02.                                 | Nagykövetség                                                                    | Akkreditált nagykövetség (Stockholm)                            | Az Európai Unió tagja. |
| 27.  | Japán                     | 2008. 03.18.                 | 2009. 02.25.                                 | Érdekképviseleti iroda Akkreditált nagykövetség (Bécs)                          | Nagykövetség                                                    | |
| 28.  | Kanada                    | 2008. 03.18.                 | 2009. 04.07.                                 | Akkreditált nagykövetség (Zágráb)                                               | Nagykövetség                                                    | A Nemzetközösség tagja. A NATO tagja. |
| 29.  | Monaco                    | 2008. 03.19.                 | 2008. 03.19.                                 | Franciaország nagykövetsége akkreditálva van a monacói ügyek képviseletére is   | Akkreditált nagykövetség (Párizs)                               | |
| 30.  | Magyarország              | 2008. 03.19.                 | 2008. 06.27.                                 | Nagykövetség                                                                    | Nagykövetség                                                    | Az Európai Unió tagja. A NATO tagja. |
| 31.  | Horvátország              | 2008. 03.19.                 | 2008. 06.30.                                 | Nagykövetség                                                                    | Nagykövetség                                                    | A függetlenség kikiáltásakor az ENSZ Biztonsági Tanácsának tagja. A NATO tagja. Az Európai Unió tagja. |
| 32.  | Bulgária                  | 2008. 03.20.                 | 2008. 05.27.                                 | Nagykövetség                                                                    | Nagykövetség                                                    | Az Európai Unió tagja. A NATO tagja. |
| 33.  | Liechtenstein             | 2008. 03.28.                 | 2012. 06.28.                                 |                                                                                 | Akkreditált nagykövetség (Bern)                                 | |
| 34.  | Norvégia                  | 2008. 03.28.                 | 2008. 10.25.                                 | Nagykövetség                                                                    | Akkreditált nagykövetség (Stockholm)                            | A NATO tagja. |
| 35.  | Dél-Korea                 | 2008. 03.28.                 |                                              |                                                                                 |                                                                 | |
| 36.  | Marshall-szigetek         | 2008. 04.17.                 | 2013. 10.27.                                 |                                                                                 | Akkreditált nagykövetség (Tokió)                                | A Csendes-óceáni Fórum tagja. A Csendes-óceáni Közösség tagja. |
| 37.  | Nauru                     | 2008. 04.23.                 | 2008. 04.23.                                 |                                                                                 |                                                                 | A Nemzetközösség tagja. A Csendes-óceáni Fórum tagja. A Csendes-óceáni Közösség tagja. |
| 38.  | Burkina Faso              | 2008. 04.24.                 | 2012. 12.06.                                 |                                                                                 |                                                                 | A függetlenség kikiáltásakor az ENSZ Biztonsági Tanácsának tagja. Az Afrikai Unió tagja. Az OIC tagja. |
| 39.  | Litvánia                  | 2008. 05.06.                 | 2008. 09.01.                                 |                                                                                 | Akkreditált nagykövetség (Stockholm)                            | Az Európai Unió tagja. A NATO tagja. |
| 40.  | San Marino                | 2008. 05.12.                 | 2012. 05.03.                                 |                                                                                 | Akkreditált nagykövetség (Róma)                                 | |
| 41.  | Csehország                | 2008. 05.21.                 | 2008. 06.16.                                 | Nagykövetség                                                                    | Nagykövetség (2008. július 16-a óta)                            | Az Európai Unió tagja. A NATO tagja. |
| 42.  | Libéria                   | 2008. 05.30.                 | 2018. 05.27.                                 |                                                                                 |                                                                 | Az Afrikai Unió tagja. |
| 43   | Sierra Leone              | 2008. 06.13.                 | 2015. 11.24.                                 |                                                                                 |                                                                 | Az Afrikai Unió tagja. Az OIC tagja. A Nemzetközösség tagja. |
| 44.  | Kolumbia                  | 2008. 08.06.                 | 2019. 03.30.                                 | Akkreditált nagykövetség (Bécs)                                                 | Nagykövetség nyitását tervezik                                  | |
| 45.  | Belize                    | 2008. 08.07.                 | 2016. 04.30.                                 |                                                                                 | Akkreditált nagykövetség (Panamaváros)                          | A Nemzetközösség tagja. A Karib-tengeri Közösség tagja. |
| 46.  | Málta                     | 2008. 08.22.                 | 2011. 09.22.                                 |                                                                                 | Akkreditált nagykövetség (Róma)                                 | Az Európai Unió tagja. A Nemzetközösség tagja. |
| 47.  | Szamoa                    | 2008. 09.15.                 | 2017. 03.10.                                 |                                                                                 |                                                                 | A Nemzetközösség tagja. A Csendes-óceáni Fórum tagja. A Csendes-óceáni Közösség tagja. |
| 48.  | Portugália                | 2008. 10.07.                 | 2011. 11.14.                                 | Akkreditált nagykövetség (Budapest)                                             | Nagykövetség                                                    | Az Európai Unió tagja. A NATO tagja. |
| 49.  | Montenegró                | 2008. 10.09.                 | 2010. 01.15.                                 | Nagykövetség (2013. július 30-a óta)                                            | Nagykövetség                                                    | Az Európai Unió tagjelöltje. |
| 50.  | Észak-Macedónia           | 2008. 10.09.                 | 2009. 10.18.                                 | Nagykövetség                                                                    | Nagykövetség (2009. november 12-e óta)                          | Az Európai Unió tagjelöltje. |
| 51.  | Egyesült Arab Emírségek   | 2008. 10.14.                 | 2010. 03.17.                                 | Akkreditált nagykövetség (Podgorica) (2010. április 27-e óta)                   | Nagykövetség (2018. május 10.-óta)                              | Az OIC tagja. Az Arab Liga tagja. |
| 52.  | Malajzia                  | 2008. 10.30.                 | 2011. 03.08.                                 | Akkreditált nagykövetség (Róma)                                                 |                                                                 | Az OIC tagja. A Nemzetközösség tagja. |
| 53.  | Mikronézia                | 2008. 12.05.                 | 2013. 09.19.                                 |                                                                                 | Akkreditált nagykövetség (Tokió)                                | A Csendes-óceáni Fórum tagja. A Csendes-óceáni Közösség tagja. |
| 54.  | Panama                    | 2009. 01.16.                 | 2013. 08.27.                                 | Akkreditált nagykövetség (Hága)                                                 | Nagykövetség                                                    | |
| 55.  | Maldív-szigetek           | 2009. 02.16.                 | 2009. 04.16.                                 |                                                                                 | Akkreditált nagykövetség (Rijád)                                | Az OIC tagja. A Nemzetközösség tagja. |
| 56.  | Gambia                    | 2009. 04.07.                 | 2016. 09.23.                                 |                                                                                 |                                                                 | Az Afrikai Unió tagja. Az OIC tagja. A Nemzetközösség tagja. |
| 57.  | Szaúd-Arábia              | 2009. 04.09.                 | 2009. 08.07.                                 | Akkreditált nagykövetség (Tirana)                                               | Nagykövetség                                                    | Az OIC tagja. Az Arab Liga tagja. |
| 58.  | Bahrein                   | 2009. 05.19.                 | 2014. 03.13.                                 |                                                                                 |                                                                 | Az OIC tagja. Az Arab Liga tagja. |
| 59.  | Jordánia                  | 2009. 07.07.                 | 2013. 06.05.                                 |                                                                                 | Akkreditált nagykövetség (Ankara)                               | Az OIC tagja. Az Arab Liga tagja. |
| 60.  | Dominikai Köztársaság     | 2009. 07.10.                 |                                              |                                                                                 |                                                                 | |
| 61.  | Új-Zéland                 | 2009. 11.09.                 | 2009. 11.09.                                 |                                                                                 | Akkreditált nagykövetség (Canberra)                             | A Nemzetközösség tagja. A Csendes-óceáni Fórum tagja. A Csendes-óceáni Közösség tagja. |
| 62.  | Malawi                    | 2009. 12.14.                 | 2016. 07.20.                                 |                                                                                 |                                                                 | Az Afrikai Unió tagja. A Nemzetközösség tagja. |
| 63.  | Mauritánia                | 2010. 01.12.                 | 2016. 02.10.                                 | Akkreditált nagykövetség (Róma)                                                 |                                                                 | Az Afrikai Unió tagja. Az OIC tagja. Az Arab Liga tagja. |
| 64.  | Szváziföld                | 2010. 04.12.                 |                                              |                                                                                 |                                                                 | Az Afrikai Unió tagja. A Nemzetközösség tagja. |
| 65.  | Vanuatu                   | 2010. 04.28.                 | 2014. 05.19.                                 |                                                                                 | Akkreditált nagykövetség (Canberra)                             | A Nemzetközösség tagja. A Csendes-óceáni Fórum tagja. A Csendes-óceáni Közösség tagja. |
| 66.  | Dzsibuti                  | 2010. 05.08.                 | 2013. 03.22.                                 |                                                                                 |                                                                 | Az Afrikai Unió tagja. Az OIC tagja. Az Arab Liga tagja. |
| 67.  | Szomália                  | 2010. 05.19.                 | 2015. 06.06.                                 |                                                                                 |                                                                 | Az Afrikai Unió tagja. Az OIC tagja. Az Arab Liga tagja. |
| 68.  | Honduras                  | 2010. 09.03.                 | 2010. 12.02.                                 | Akkreditált nagykövetség (Brüsszel)                                             |                                                                 | |
| 69.  | Kiribati                  | 2010. 10.21.                 |                                              |                                                                                 |                                                                 | A Nemzetközösség tagja. A Csendes-óceáni Fórum tagja. A Csendes-óceáni Közösség tagja. |
| 70.  | Tuvalu                    | 2010. 11.18.                 | 2019. 03.23.                                 |                                                                                 |                                                                 | A Nemzetközösség tagja. A Csendes-óceáni Fórum tagja. A Csendes-óceáni Közösség tagja. |
| 71.  | Katar                     | 2011. 01.04.                 | 2011. 01.07.                                 | Akkreditált nagykövetség (Tirana)                                               | Akkreditált nagykövetség (Rijád) Nagykövetség nyitását tervezik | Az OIC tagja. Az Arab Liga tagja. |
| 72.  | Bissau-Guinea             | 2011. 01.30.                 | 2018. 06.19.                                 |                                                                                 | Akkreditált nagykövetség (Dakar)                                | Az Afrikai Unió tagja. Az OIC tagja. Bissau Guinea először 2011 január 10.-én ismerte el Koszovót önálló államnak erről diplomáciai jegyzéket is küldött Malam Bacai Sanhá, akkori elnök. Bissau-Guinea külügyminisztériuma arról tájékoztatta a koszovói külügyminisztériumot 2017 november 21-én, hogy az elismerést visszavonják. Behgjet Pacolli, koszovói külügyminiszter 2018 január 30.-án hozta nyilvánosságra, hogy új diplomáciai jegyzéket kapott a bissau guineai kormánytól, melyben újból elismerték az ország függetlenségét. |
| 73.  | Omán                      | 2011. 01.30.                 | 2011. 02.04.                                 |                                                                                 |                                                                 | Az OIC tagja. Az Arab Liga tagja. |
| 74.  | Andorra                   | 2011. 06.08.                 | 2011. 09.14.                                 |                                                                                 | Akkreditált nagykövetség (Párizs)                               | |
| 75.  | Guinea                    | 2011. 08.12.                 |                                              |                                                                                 |                                                                 | Az Afrikai Unió tagja. Az OIC tagja. |
| 76.  | Niger                     | 2011. 08.16.                 | 2013. 01.25.                                 |                                                                                 |                                                                 | Az Afrikai Unió tagja. Az OIC tagja. |
| 77.  | Benin                     | 2011. 08.18.                 |                                              |                                                                                 |                                                                 | Az Afrikai Unió tagja. Az OIC tagja. |
| 78.  | Saint Lucia               | 2011. 08.19.                 | 2019. 03.26.                                 |                                                                                 |                                                                 | A Nemzetközösség tagja. A Karib-tengeri Közösség tagja. |
| 79.  | Gabon                     | 2011. 09.09.                 | 2014. 03.05.                                 |                                                                                 |                                                                 | Az állam elismerésekor az ENSZ Biztonsági Tanácsának tagja (A függetlenség kikiáltásakor nem). Az OIC tagja. Az Afrikai Unió tagja. |
| 80.  | Elefántcsontpart          | 2011. 09.21.                 | 2016. 08.24.                                 |                                                                                 |                                                                 | Az OIC tagja. Az Afrikai Unió tagja. |
| 81.  | Kuvait                    | 2011. 10.11.                 | 2013. 01.16.                                 | Akkreditált nagykövetség (Tirana)                                               |                                                                 | Az OIC tagja. Az Arab Liga tagja. |
| 82.  | Ghána                     | 2012. 01.23.                 | 2012. 10.04.                                 | Akkreditált nagykövetség (Ankara)                                               |                                                                 | Az Afrikai Unió tagja. A Nemzetközösség tagja. |
| 83.  | Haiti                     | 2012. 02.10.                 |                                              |                                                                                 |                                                                 | A Karib-tengeri Közösség tagja. |
| 84.  | Brunei                    | 2012. 04.25.                 | 2017. 02.20.                                 |                                                                                 |                                                                 | Az OIC tagja. A Nemzetközösség tagja. |
| 85.  | Csád                      | 2012. 06.01.                 | 2018. 05.27.                                 |                                                                                 |                                                                 | Az Afrikai Unió tagja. Az OIC tagja. |
| 86.  | Kelet-Timor               | 2012. 09.20.                 | 2022. 03.09.                                 |                                                                                 |                                                                 | A Csendes-óceáni Fórum megfigyelő státuszú tagja. |
| 87.  | Fidzsi-szigetek           | 2012. 11.19.                 | 2013. 02.13.                                 |                                                                                 |                                                                 | A Nemzetközösség tagja. A Csendes-óceáni Fórum tagja. A Csendes-óceáni Közösség tagja. |
| 88.  | Saint Kitts és Nevis      | 2012. 11.28.                 | 2016. 03.05.                                 |                                                                                 | Akkreditált nagykövetség (Panamaváros)                          | A Nemzetközösség tagja. A Karib-tengeri Közösség tagja. |
| 89.  | Pakisztán                 | 2012. 12.24.                 | 2013. 01.27.                                 | Érdekképviseleti iroda Akkreditált nagykövetség (Ankara)                        | Akkreditált nagykövetség (Ankara)                               | A Nemzetközösség tagja. Az OIC tagja. |
| 90.  | Guyana                    | 2013. 03.16.                 | 2013. 06.13.                                 |                                                                                 |                                                                 | Az OIC tagja. A Nemzetközösség tagja. A Karib-tengeri Közösség tagja. |
| 91.  | Tanzánia                  | 2013. 05.29.                 | 2014. 04.03.                                 |                                                                                 | Nagykövetség nyitását tervezik                                  | A Nemzetközösség tagja. Az Afrikai Unió tagja. |
| 92.  | Jemen                     | 2013. 06.11.                 |                                              |                                                                                 |                                                                 | Az OIC tagja. Az Arab Liga tagja. |
| 93.  | Egyiptom                  | 2013. 06.26.                 |                                              |                                                                                 | Érdekképviseleti iroda                                          | Az OIC tagja. Az Arab Liga tagja. Az Afrikai Unió tagja. |
| 94.  | Salvador                  | 2013. 06.29.                 | 2014. 10.17.                                 |                                                                                 | Akkreditált nagykövetség (Panamaváros)                          | |
| 95.  | Thaiföld                  | 2013. 09.24.                 | 2013. 11.22.                                 |                                                                                 | Nagykövetség                                                    | Az OIC megfigyelő státuszú tagja. |
| 96.  | Líbia                     | 2013. 09.25.                 | 2014. 05.14.                                 |                                                                                 |                                                                 | Az OIC tagja. Az Arab Liga tagja. Az Afrikai Unió tagja. |
| 97.  | Tonga                     | 2014. 01.17.                 | 2024. április 17.                            |                                                                                 |                                                                 | A Nemzetközösség tagja. A Csendes-óceáni Fórum tagja. A Csendes-óceáni Közösség tagja. |
| 98.  | Togo                      | 2014. 07.02.                 | 2014. 07.21.                                 | Akkreditált nagykövetség (Berlin)                                               |                                                                 | Az Afrikai Unió tagja. Az OIC tagja. |
| 99.  | Antigua és Barbuda        | 2015. 05.20.                 | 2019. 07.24.                                 |                                                                                 |                                                                 | A Nemzetközösség tagja. A Karib-tengeri Közösség tagja. |
| 100. | Szingapúr                 | 2016. 12.01.                 | 2016. 12.01.                                 |                                                                                 |                                                                 | A Nemzetközösség tagja. |
| 101. | Banglades                 | 2017. 02.27.                 | 2018. 02.16.                                 |                                                                                 | Nagykövetség nyitását tervezik                                  | A Nemzetközösség tagja. Az OIC tagja. |
| 102. | Barbados                  | 2018. 02.15.                 | 2018. 03.09.                                 |                                                                                 |                                                                 | A Nemzetközösség tagja. A Karib-tengeri Közösség tagja. |

### A függetlenséget elismerő, csak részlegesen elismert államok (3)
|    | Állam         | Koszovó elismerésének dátuma | A diplomácia kapcsolatok felvételének dátuma | A diplomáciai kapcsolat állapota Koszovóban | A diplomáciai kapcsolat állapota az adott országban | Megjegyzések |
| -- | ------------- | ---------------------------- | -------------------------------------------- | ------------------------------------------- | --------------------------------------------------- | --- |
| 1. | Tajvan        | 2008. 02.18.                 |                                              |                                             |                                                     | 23 állam által elismert ország. Kína tiltakozott a tajvani bejelentés miatt. A függetlenség elismerését az Egyesült Királyságot követően jelentették be. |
| 2. | Cook-szigetek | 2015. 05.18.                 | 2015. 05.18.                                 |                                             | Akkreditált nagykövetség (Canberra)                 | 43 ENSZ-tagállam országgal és a Vatikánnal diplomáciai kapcsolatban álló ország.                                                                         |
| 3. | Niue          | 2015. 06.23.                 | 2015. 06.23.                                 |                                             |                                                     | 15 ENSZ-tagállam országgal diplomáciai kapcsolatban álló ország.                                                                                         |

### Visszavont elismerések (11)
|     | Állam                     | Koszovó elismerésének dátuma | A diplomáciai kapcsolat felvételének dátuma | Az elismerés visszavonásának dátuma                      | Megjegyzések                                                                           |
| --- | ------------------------- | ---------------------------- | ------------------------------------------- | -------------------------------------------------------- | -------------------------------------------------------------------------------------- |
| 1.  | Suriname                  | 2016. 07.08.                 | -                                           | 2017. 10.27.                                             | A Karib-tengeri Közösség tagja. Az OIC tagja.                                          |
| 2.  | Burundi                   | 2012. 10.16.                 | -                                           | 2018. 02.15.                                             | Az Afrikai Unió tagja.                                                                 |
| 3.  | Pápua Új-Guinea           | 2012. 10.03.                 | -                                           | 2018. 07.05.                                             | A Nemzetközösség tagja. A Csendes-óceáni Fórum tagja. A Csendes-óceáni Közösség tagja. |
| 4.  | Lesotho                   | 2014. 02.11.                 | -                                           | 2018. 10.16.                                             | A Nemzetközösség tagja. Az Afrikai Unió tagja.                                         |
| 5.  | Comore-szigetek           | 2009. 05.14.                 | 2015. 06.06.                                | 2018. 11.01.                                             | Az Afrikai Unió tagja. Az OIC tagja. Az Arab Liga tagja.                               |
| 6.  | Dominikai Közösség        | 2012. 12.11.                 | 2012. 12.11.                                | 2018. 11.02.                                             | A Nemzetközösség tagja. A Karib-tengeri Közösség tagja.                                |
| 7.  | Grenada                   | 2013. 09.25.                 | 2013. 09.25.                                | 2018. 11.04.                                             | A Nemzetközösség tagja. A Karib-tengeri Közösség tagja.                                |
| 8.  | Salamon-szigetek          | 2014. 08.13.                 | 2015. 04.28.                                | 2018. 11.28.                                             | A Nemzetközösség tagja. A Csendes-óceáni Fórum tagja. A Csendes-óceáni Közösség tagja. |
| 9.  | Madagaszkár               | 2017. 11.24.                 | -                                           | 2018. 12.07.                                             | Az Afrikai Unió tagja.                                                                 |
| 10. | Palau                     | 2009. 03.06.                 | 2017. 08.23.                                | 2019. 01.17.                                             | A Csendes-óceáni Fórum tagja. A Csendes-óceáni Közösség tagja.                         |
| 11. | Közép-afrikai Köztársaság | 2011. 07.22.                 | 2019. 07.27.                                | Az Afrikai Unió tagja. Az OIC megfigyelő státuszú tagja. |                                                                                        |

## Az egyoldalú függetlenséget elutasító országok (39)
| Állam                           | Megjegyzések |
| ------------------------------- | --- |
| Angola                          | Az Afrikai Unió tagja.                                                                                           |
| Argentína                       | |
| Azerbajdzsán                    | Az OIC tagja. |
| Bolívia                         | |
| Bosznia-Hercegovina             | Az OIC megfigyelő státuszú tagja.                                                                                |
| Brazília                        | Az Arab Liga megfigyelő státuszú tagja.                                                                          |
| Ciprus                          | Az Európai Unió tagja. A Nemzetközösség tagja.                                                                   |
| Dél-afrikai Köztársaság         | A függetlenség kikiáltásakor az ENSZ Biztonsági Tanácsának tagja. Az Afrikai Unió tagja. A Nemzetközösség tagja. |
| Ecuador                         | |
| Fehéroroszország                | |
| Grúzia                          | |
| Görögország                     | Az Európai Unió tagja. A NATO tagja.                                                                             |
| India                           | Az Arab Liga megfigyelő státuszú tagja. A Nemzetközösség tagja.                                                  |
| Indonézia                       | Az OIC tagja. |
| Irán                            | Az OIC tagja. |
| Kazahsztán                      | Az OIC tagja. |
| Kína                            | Az ENSZ Biztonsági Tanácsának állandó tagja.                                                                     |
| Kirgizisztán                    | Az OIC tagja. |
| Kongói Demokratikus Köztársaság | Az Afrikai Unió tagja.                                                                                           |
| Kuba                            | |
| Laosz                           | |
| Marokkó                         | Az OIC tagja. Az Arab Liga tagja. Az Afrikai Unió tagja.                                                         |
| Moldova                         | |
| Namíbia                         | Az Afrikai Unió tagja.                                                                                           |
| Románia                         | Az Európai Unió tagja. A NATO tagja.                                                                             |
| Oroszország                     | Az ENSZ Biztonsági Tanácsának állandó tagja. Az OIC megfigyelő státuszú tagja.                                   |
| Spanyolország                   | Az Európai Unió tagja. A NATO tagja.                                                                             |
| Srí Lanka                       | A Nemzetközösség tagja.                                                                                          |
| Szerbia                         | Koszovót saját szuverén területe részének tekinti.                                                               |
| Szlovákia                       | Az Európai Unió tagja. A NATO tagja.                                                                             |
| Szudán                          | Az OIC tagja. Az Arab Liga tagja. Az Afrikai Unió tagja.                                                         |
| Szíria                          | Az OIC tagja. Az Arab Liga tagja.                                                                                |
| Tádzsikisztán                   | Az OIC tagja. |
| Tunézia                         | Az OIC tagja. Az Arab Liga tagja. Az Afrikai Unió tagja.                                                         |
| Ukrajna                         | |
| Uruguay                         | |
| Venezuela                       | Az Arab Liga megfigyelő státuszú tagja.                                                                          |
| Vietnám                         | A függetlenség kikiáltásakor az ENSZ Biztonsági Tanácsának tagja.                                                |

### Néhány Koszovót el nem ismerő állam álláspontja
| Állam        | Megjegyzések |
| ------------ | --- |
| Izrael       | Nem azonnal. Izrael nem fogja azonnal elismerni Koszovót. |
| Örményország | Nem azonnal, de a miniszterelnök függetlenségpártinak tűnik. A miniszterelnök a Reutersnek adott interjúban azt mondta, hogy Örményország nem fogja azonnal elismerni Hegyi-Karabahot, utalva Örményország helyzetére, miszerint nem fogja Koszovót sem azonnal elismerni. Mindazonáltal kijelentette, „Koszovó elismerése üdvözlendő lehet”. |
| Vatikán      | Reméli, hogy a szemben álló felek óvatosak lesznek. A Vatikán felszólította Szerbiát és Koszovót, hogy a kialakult helyzetben „felelősen és visszafogottan” viselkedjenek, és kijelentette, hogy XVI. Benedek pápa imádkozni fog értük „ebben a történelmi pillanatban”. A Vatikán korábban kijelentette, hogy egy esetleges függetlenségi nyilatkozat esetén „kiemelt figyelemmel” fogja követni az eseményeket, döntésénél figyelembe veszi a nemzetközi közösség álláspontját. |

## Államok, melyek álláspontja semleges, vagy nem még nem döntöttek egyik oldal mellett sem (39)
- Guatemala,  Nicaragua,  Bahama-szigetek,  Jamaica,  Saint Vincent és a Grenadine-szigetek,  Trinidad és Tobago,  Mexikó
- Paraguay,  Chile
- Zöld-foki Köztársaság,  Nigéria,  Kamerun,  Egyenlítői-Guinea,  São Tomé és Príncipe,  Kongói Köztársaság,  Dél-Szudán,  Etiópia,  Eritrea,  Kenya,  Uganda,  Ruanda,  Zambia,  Mozambik,  Zimbabwe,  Botswana,  Mauritius,  Seychelle-szigetek
- Libanon,  Irak,  Nepál,  Bhután,  Mianmar,  Mongólia,  Kambodzsa,  Észak-Korea,  Fülöp-szigetek,  Türkmenisztán,  Üzbegisztán

## Nem ENSZ-tagállam országok melyek nem ismerték el Koszovó függetlenségét (7)
- Abházia,  Észak-Ciprus,  Dél-Oszétia,  Nyugat-Szahara,  Palesztina,  Szomáliföld,  Dnyeszter Menti Köztársaság

## Nemzetközi szervezetek
| Szervezet              | Megjegyzés |
| ---------------------- | --- |
| ENSZ                   | Nem ismeri el. Oroszország 2008. február 17-én összehívta az ENSZ Biztonsági Tanácsának rendkívüli ülését, de a Tanács tagjai, nem keltvén különösebb meglepetést (a tagországok álláspontja jelentősen eltér a kérdésben), nem tudtak egyhangú álláspontot kialakítani. Oroszország február 18-ára új ülést hívott össze. A Biztonsági Tanács több állandó vétójoggal rendelkező tagja is törvénytelennek nyilvánította a függetlenség kikiáltását, így az ENSZ várhatóan a jövőben sem fogja elismerni a független Koszovót. Az ENSZ küldöttgyűlése a nemzetközi bíróságtól kért állásfoglalást az egyoldalú aktus jogszerűségének tárgyában. Az ENSZ 193 tagjából 102 ismerte el eddig Koszovót független államnak. Az ENSZ 3 megfigyelő státuszú tagja közül csak a Máltai lovagrend ismerte el eddig a függetlenséget. |
| EU                     | Nem ismeri el, a tagállamok maguk dönthetik el, hogy elismerik-e a független Koszovót. Az Európai Unió (EU) 2008. február 18-án hivatalos közleményben tudatta, hogy Koszovó lépését „tudomásul veszi”, de a függetlenség hivatalos elismerése az egyes tagállamok belügye marad. Az Unió tartja fenn Koszovóban az Európai Unió Jogállamiság Missziója Koszovóban (EULEX) elnevezésű missziót, egy különmegbízott, valamint 2000 rendőr és igazságszolgáltatási szakértő részvételével. 2012. március 29-én az Európai Parlament elfogadott egy közös nyilatkozatot, melyben felszólította azt az öt európai uniós tagállamot, amelyek még nem ismerték el a függetlenséget, hogy tegyék ezt meg. Az Európai Unió 28 tagállamából 23 ismerte el eddig Koszovót független államnak, továbbá az 5 hivatalos tagjelölt állam közül is csak Szerbia nem. |
| NATO                   | Nem ismerte el. A NATO továbbra is működteti a KFOR missziót, fenntartja, hogy annak mandátuma továbbra is érvényes az ENSZ BT 1244. határozata alapján. A NATO annak ellenére, hogy nem ismerte el Koszovót, 29 tagállamából eddig 25 elismerte Koszovó függetlenségét. |
| ASEAN                  | Nem ismeri el, a tagállamok maguk dönthetik el, hogy elismerik-e a független Koszovót. A Délkelet-ázsiai Nemzetek Szövetségének 10 tagja közül eddig csak Thaiföld, Malajzia, Brunei és Szingapúr ismerte el Koszovót független államnak. A tagállamok zöme a függetlenséget ellenzők közé tartozik. A két megfigyelő státuszú állam közül Kelet-Timor ismerte el a függetlenséget. |
| OIC                    | Függetlenségpárti. Az Iszlám Konferencia Szervezete főtitkára, Ekmeleddin İhsanoğlu kijelentette: „A koszovói nép hosszú és elkötelezett harc eredményeképpen végre kikiáltotta függetlenségét. Osztozunk e hatalmas eredmény fölött érzett örömükben, és kifejezzük szolidaritásunkat és támogatásunkat ott élő testvéreink részére. Az Umma sok sikert kíván az előttük álló nehéz feladathoz, egy erős és virágzó állam kiépítéséhez”. Minden tagállam csatlakozott a nyilatkozathoz, de az OIC tagállamaira bízza, hogy elismerik-e Koszovó függetlenségét. 2012. június 16-án Hashim Thaçi, koszovói miniszterelnök találkozott a szervezet vezetőjével. Ekmeleddin İhsanoğlu kijelentette, hogy a szervezet kezdeményezni fogja Koszovó teljes jogú tagként való felvételét, és hogy az OIC már 1996-ban támogatta Koszovó lakóinak függetlenséghez való jogát. Hozzátette, hogy a függetlenség kikiáltása óta eltelt négy év során Koszovó bebizonyította, hogy képes önálló államként létezni, melyet az is bizonyít, hogy 91 ENSZ tagállam mára elismerte a függetlenséget, és ebből 30 állam az Iszlám Konferencia Szervezetének tagállama. Szerinte hosszabb távon nem kétséges az ENSZ-tagság megszerzése sem. A szervezet 2013. február 9-ei kairói találkozóján az Iszlám Konferencia Szervezetének vezetése felszólította azon tagországait, melyek még nem ismerték el Koszovó függetlenségét, hogy tegyék azt meg a közeljövőben. Az Iszlám Konferencia Szervezetének 57 tagállamából eddig 35 ismerte el Koszovót független államnak. |
| Karib-tengeri Közösség | A Karib-tengeri Közösség által 2011. augusztus 19-én kiadott közlemény szerint valamennyi tagállamuk hamarosan el fogja ismerni Koszovó függetlenségét. Eddig 8 tagállam ismerte el Koszovó függetlenségét a szervezet 15 tagja közül. |
| Afrikai Unió           | Nem ismeri el. Az Afrikai Unió nem alakított ki egységes álláspontot az elismerés kérdésében, az egyes tagállamok maguk döntenek a kapcsolatfelvétel mellett. Az Afrikai Unió 55 tagállamából eddig 21 ismerte el Koszovót független államnak. |
| Világbank              | A Világbank 2009. június 29-én teljes jogú tagként felvette Koszovót tagjai közé. |
| IMF                    | A Nemzetközi Valutaalap 2008. július 25-én elismerte Koszovót Szerbiától független államnak, és 2009. június 29-én teljes jogú tagként felvette a szervezetbe. |

## Egyéb szervezetek
| Szervezet                     | Megjegyzés |
| ----------------------------- | --- |
| Nemzetközi Olimpiai Bizottság | Elismerte a függetlenséget A NOB nemzetközi kapcsolatok bizottsága elnöke 2008. február 17-én bejelentette, hogy szervezete el fogja ismerni Koszovót. A NOB szóvivője másnap pontosította, hogy mi a feltétele Koszovó függetlensége elismerésének: az ENSZ elismerése nélkül a Bizottság sem ismeri el függetlennek. Koszovó 2003-ban alakította meg saját olimpiai bizottságát. 2014 október 22-én a Nemzetközi Olimpiai Bizottság feltételes tagsági státuszt adott, melyet a szervezet éves közgyűlésén 2014 december 9-én megerősítettek, így Koszovó teljes jogú tagjává vált a szervezetnek. |
| Szerb ortodox egyház          | Függetlenség-ellenes. A Glas Javnosti – szerb hetilap – részére tett nyilatkozatában Koszovó püspöke így nyilatkozott: „Koszovó szerb volt és szerb is marad!” Hozzátette, hogy a függetlenségi nyilatkozat után ideiglenes megszállás marad az országban, majd javasolta, hogy „Szerbia Oroszországtól és másoktól vásároljon fegyvereket, és kérje fel Oroszországot, hogy küldjön önkénteseket a szerbiai katonai jelenlét megalapozására”. |

## Szerbia diplomáciai reakciója
Szerbia kormánya minden olyan országból konzultációra visszahívja nagykövetét, amely elismeri Koszovó függetlenségét, ahogy az USA-ból, Ausztráliából, Franciaországból és Törökországból. Mindazonáltal, 2008 júliusában az EU tagállamaiba akkreditált nagyköveteinek visszaküldéséről döntött. A Bosznia-Hercegovina részét képező Boszniai Szerb Köztársaság szintén elutasítja a függetlenséget.
Szerbia törvényes úton kívánt eljárni az ügy felülvizsgálata érdekében, ezért a hágai székhelyű Nemzetközi Bíróságot kérte fel döntőbírónak 2008 végén, amely beadványt a koszovói külügyminisztérium is támogatott. A szerb fél saját és mások területi épségének megvédése hivatkozott, míg Koszovó a nemzetek önrendelkezési jogával és a 90-es években történt etnikai tisztogatásokkal érvelt, de mindketten kiemelték a nemzetközi jogi alapelveket. Fontos hozzátenni, hogy nem peres eljárás volt mindez, hanem jogi tanácsadás, így a döntés sem emelkedik jogerőre. A bíróság 2010. július 22-én hozott döntést. Szerbia álláspontja az, hogy az egyoldalú koszovói deklaráció a függetlenségre törvénytelen, sérti a nemzetközi jogot, de mindenekelőtt Szerbia területi intergitását. A bíróság ezzel szemben kijelentette, hogy a cselekedett nem volt törvénybe ütköző. A testületet vezető japán Ovada Hiszasi úgy nyilatkozott a nemzetközi jogban nem áll olyan tiltás, mely a nemzetközi jogra vonatkozna. Viszont a tizennégy testületi tagból, négyen nem támogatták a döntést, egy tag pedig tartózkodott, s Ovada bíró is a négy ellenszavazó között volt. Vuk Jeremić szerb külügyminiszter úgy értékelte, hogy Hága feljogosítást adott más államok kisebbségeinek, hogy egyoldalúan kikiáltsák függetlenségüket. Némi alapja van ennek az elképzelésnek, mert például a koszovói függetlenséget elutasító Spanyolországnak is vannak kisebbségei között máig aktívan működő szeparatista csoportjai. Egyeseket csak megerősített elhatározásukban Koszovó példája. A két legnagyobb ellenző, Oroszország és Kína sem változtatott álláspontján. Jeremić nyilatkozta, hogy Szerbia törekszik a béke megőrzésére, de nem ismerik el akkor sem Koszovót. Oroszország sem változtatott az álláspontján, de vélhetően még egyes ingadozó államok a hágai döntés után elismerik Koszovót. Ovada szerint ha összesen száz állam megteszi az elismerést, akkor Koszovó effektíven is önálló országgá válhat. A döntést követően még néhány tartózkodó állam elismerte Koszovót.
A kérdésben számos kompromisszumos javaslat merült fel, mint például az ország északi, legnagyobbrészt szerbek lakta csücskét az anyaország visszakapná és a belső területen fekvő szerb etnikai tömbök széles körű autonómiát kapnának, vagy pedig a koszovói szerb területet Belgrád a még Szerbiához tartozó Preševo völgyért adná át, ahol szintén sok albán él, bár nem kizárólagos többségben.
Az Európai Unió üdvözölte a bíróság Koszovóval kapcsolatos döntését, míg számos elemző sem ítéli kiegyensúlyozottnak a döntést, mert ezzel Hága tényleg úgy tett, mintha jogi, vagy nemzetközi alapot adna más önállósulni vágyó kisebbségeknek. Boris Tadić szerb elnök is kijelentette, hogy ezzel több régió fog megrendülni Európában. Tadić ugyanakkor Jeremićhez hasonlóan hozzáfűzte, hogy politikai eszközökkel kíván küzdeni tovább a koszovói függetlenség ellen. Szerinte egyértelmű, hogy a bíróság kizárólag a függetlenségi nyilatkozatot vizsgálja, s nem a függetlenséghez való jog megítéléséről döntött, s az ügyet így szeptemberben összeülő ENSZ közgyűlésnek engedte át.
Jeremić kijelentette, hogy nem engednek semmiféle provokációnak, amellyel esetleg a szerb állampolgárokat akarják felültetni. Ban Ki Mun főtitkár is nyilatkozatában arra szólította fel az országokat, hogy akadályozzanak meg mindenféle provokációt, amely a hágai bíróság véleményének kihirdetésével összefüggésben hangzana el.